# Fissidens neomagofukui
Fissidens neomagofukui är en bladmossart som beskrevs av Iwatsuki och Tad. Suzuki 2002. Fissidens neomagofukui ingår i släktet fickmossor, och familjen Fissidentaceae. Inga underarter finns listade i Catalogue of Life.